# 石指集三
石指 集三（いしざし しゅうぞう、昭和6年（1931年）1月3日 - 昭和57年（1982年）10月28日）は日本の実業家。元･丸神海産取締役社長、キング食品工業代表取締役、神和工業取締役、神港商事取締役。
妻春子は弁護士、公証人雑賀愛造の次女。なお日本商工会議所会頭、王子製紙社長などを歴任した足立正の足立家と雑賀家は姻戚関係にある。

## 経歴
鳥取県境港市生まれ。
昭和22年（1947年）丸神海産入社、昭和28年（1953年）社長に就任。大篠津食品工業（株）、神和工業（株）各代表取締役のほか、日本輸出水産缶詰組合理事も務めた。

## 人物像
趣味は読書。住所は境港市明治町。

## 家族
- 妻・春子（米子市加茂町、雑賀愛造次女[3]）
- 子供[3]